# Poggio di Roio
Poggio di Roio è una frazione della città dell'Aquila distante circa 4 km dal centro. Inglobato nel comune autonomo di Roio Piano fino al 1927, è oggi parte della II circoscrizione della città ed è sede della delegazione comunale. Costituisce con le vicine frazioni di Colle di Roio, Roio Piano e Santa Rufina, con cui formava il comune sparso, la località di Roio.
Conta 733 abitanti, oltre 1.500 considerando le altre ville che costituivano il comune sparso ed è ubicato ad un'altitudine di 831 metri, sulle propaggini di monte Luco.

## Storia
Nel XIII secolo, partecipò con altri castelli del contado alla fondazione dell'Aquila ricevendo dei locali nel quarto di San Giovanni. Il paese tuttavia mantenne una propria autonomia di cui rimane testimonianza in numerose carte, ove compare sotto il nome di Rodii, Castrum Rodii o Rodium.
Nel 1806, a causa della nuova suddivisione amministrativa voluta da Giuseppe Bonaparte entrò a far parte del Distretto di Aquila divenendo parte del Circondario di Aquila, mentre nel 1860, in seguito alla creazione del Regno d'Italia divenne parte del comune autonomo di Roio o Rojo, successivamente ridenominato Roio Piano dal nome dell'allora villa principale della località.
Nel 1927 il comune di Roio Piano fu accorpato all'allora comune di Aquila degli Abruzzi (oggi L'Aquila) per la creazione della cosiddetta Grande Aquila; da quel momento il suo territorio costituisce la II circoscrizione della città e la frazione di Poggio di Roio è sede della delegazione comunale.
Trattasi del Regio Decreto legge del 29 luglio 1927 numero 1564 che prevede la soppressione e l'annessione al comune di Aquila degli Abruzzi dei comuni di Arischia, Bagno, Camarda, Lucoli, Paganica, Preturo, Roio, Sassa, nonché la frazione di San Vittorino del comune di Pizzoli. Nel 1947 Lucoli dopo essere stato per 20 anni una frazione dell'Aquila fu il solo a riuscire a ritornare comune autonomo a differenza degli altri 7 comuni soppressi.
Fino alla prima metà del XX secolo le attività principali del territorio erano l'agricoltura e la pastorizia legata al fenomeno della transumanza. Sul finire del secolo la frazione fu scelta per ospitare le facoltà di Economia e di Ingegneria dell'Università degli studi dell'Aquila, divenendo polo universitario.
Nonostante abbia subito danni e crolli in seguito al terremoto dell'Aquila del 2009, nel suo territorio sono stati costruiti due nuovi quartieri destinati ad ospitare circa 900 sfollati.

## Monumenti e luoghi d'interesse

### Santuario della Madonna di Roio
Nella frazione, e precisamente in piazza del Santuario, si trova il Santuario di Santa Maria della Croce, meglio conosciuto come Santuario della Madonna di Roio, che custodisce l'omonima statua mariana. Il complesso, gravemente danneggiato dal terremoto dell'Aquila del 2009, è stato inserito nella lista dei 44 monumenti da adottare presentata dal Ministro dei beni e delle attività culturali Sandro Bondi.
La statua, secondo la tradizione, fu trovata da Felice Calcagno, un pastore originario di Lucoli, nel dicembre del 1578 in un bosco detto "Ruo", in località Tressanti in provincia di Foggia (un'altra versione parla di Ruvo di Puglia), durante il periodo della transumanza. Il pastore aveva smarrito parte del suo gregge e pregò la Vergine per evitare di essere punito dai padroni; gli apparve allora una donna con un bambino in braccio, immersi in una luce abbagliante. La donna indicò al giovane il luogo dove recuperare il gregge, cosa che effettivamente avvenne.
Alcuni pastori, accorsi sul posto dopo la notizia del ritrovamento miracoloso, vi trovarono una statua di cedro dorato in grandezza naturale, e il Calcagno vi riconobbe la figura che gli era apparsa. I pastori deciserò di attendere la primavera per riportare con loro sul dorso di un mulo la statua.
Sulla via del ritorno, quando i pastori giunsero al castello di Roio, davanti alla chiesetta di san Leonardo, il mulo che trasportava la statua si inginocchiò e non volle proseguire (è presente una lapide commemorativa lungo la via Mariana). I pastori portarono allora a spalla la statua a Lucoli. 

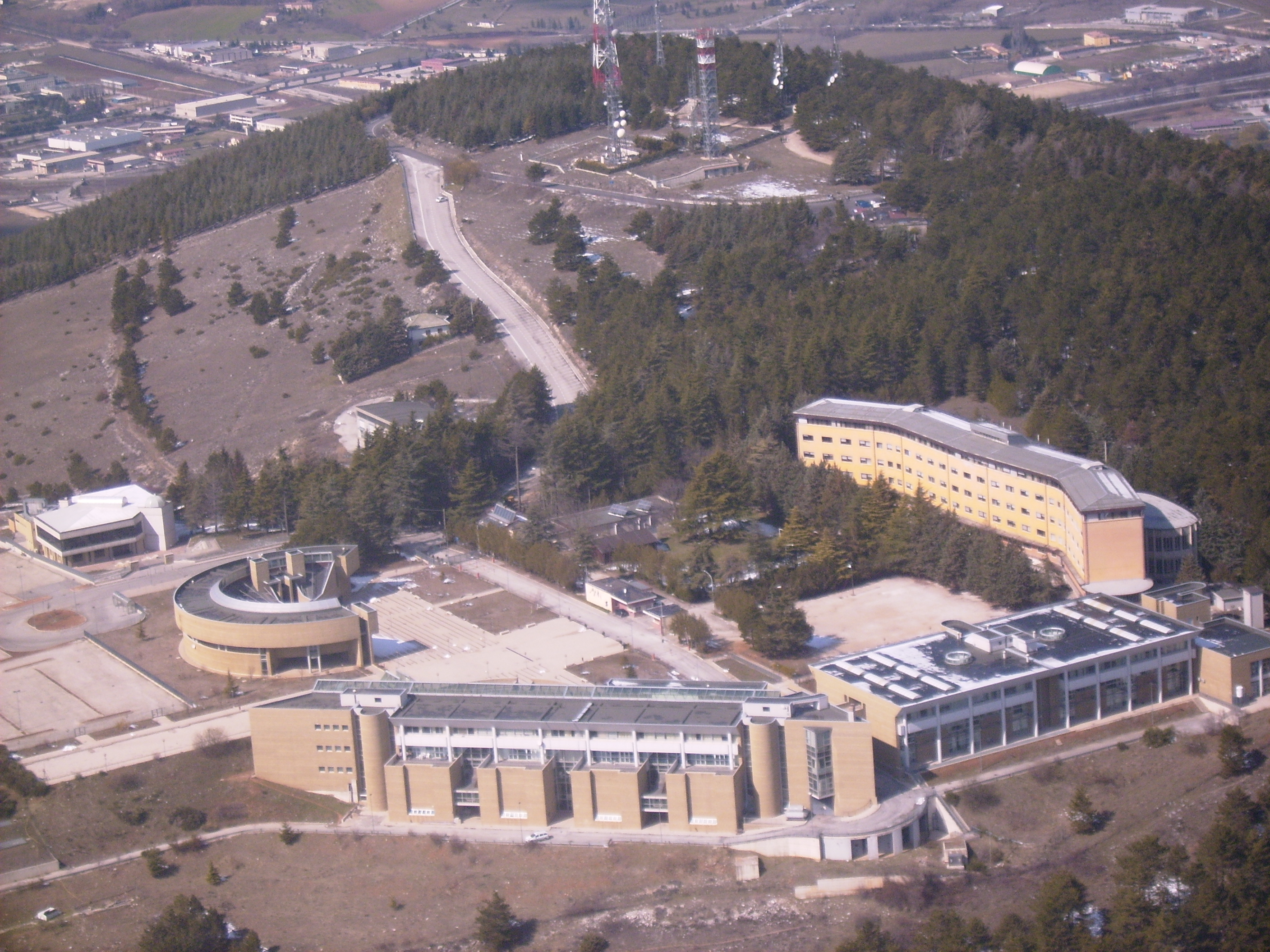
Palazzo della Facoltà di Ingegneria dell'università aquilana (Monteluco di Roio)

Il giorno seguente la statua era sparita e fu ritrovata a Poggio di Roio, dove il mulo si era fermato, e lì fu deciso di edificare il santuario mariano dove custodirla. Nel luogo dove il mulo si era inginocchiato era presente una croce e per questo motivo alla statua fu dato anche il titolo di "Madonna della Croce". Ora è meglio conosciuta come "Madonna della Transumanza", dopo le iniziative promosse e organizzate dal 1980 al 1990 dall'Associazione Culturale per la Storia della Civiltà della Transumanza (animata e presieduta da Carlo Frutti cultore del fenomeno della Transumanza).

## Università degli Studi dell'Aquila
Negli anni '60 presso la vetta del Monteluco è stato costruito il palazzo del Polo didattico della Facoltà di Ingegneria, dell'università di L'Aquila. Il polo è la parte in posizione più elevata del comprensorio universitario del capoluogo.